# 安倍夜郎
安倍 夜郎（あべ やろう、1963年2月2日 - ）は、日本の漫画家。高知県四万十市出身、東京都荻窪在住。

## 経歴
高知県中村市（現：四万十市）に生まれる。早稲田大学に入学後、早稲田大学漫画研究会に所属し会誌に漫画を執筆していた。同級生には町山智浩、先輩に堀井憲一郎、一年後輩にけらえいこがいる。大学卒業後は20年近くCM制作会社にCMディレクターとして勤務していた。
2003年、第53回小学館新人コミック大賞に投稿した『山本耳かき店』が大賞を受賞し、2004年に『ビッグコミックオリジナル増刊』（小学館）に掲載され、41歳の遅咲きデビューを果たした。間もなく漫画家業専念のためCM制作会社を退職する。その後は読切作品が数回掲載されるも、なかなかネームが通らなくなり約2年間一切作品が掲載されなかった。
2006年、担当編集者から「医療漫画」か「食漫画」を描くことを勧められて描いた『深夜食堂』が不定期連載でスタートする。同作は徐々に人気を獲得し2009年にはドラマ化、2010年には第55回（平成21年度）小学館漫画賞一般向け部門、第39回日本漫画家協会賞大賞を受賞するなどヒット作となった。第42回、第43回日本漫画家協会賞では選考を務めている。
2014年5月7日より6月1日まで、東京都高円寺のKitchen Bar ノラやにて原画展を開催し、同年10月25日から11月24日まで京都のモリカゲシャツ キョウトでも原画展を開催。2016年1月30日から3月5日まで、『生まれたときから下手くそ』第1巻と『なんちゃぁない話』の発売記念にKitchen Bar ノラやで原画展を開催。
2018年、第45回アングレーム国際漫画フェスティバルにて、『深夜食堂』が公式セレクションに選出。2019年、第46回でも同作品が同賞に選出されている。

## 人物
サクソフォーン奏者・本田雅人は幼稚園から高校までの同級生。
影響を受けた漫画家としてつげ義春、滝田ゆうの名を挙げている。滝田のファンであり、2018年に行われた滝田の展覧会「昭和×東京下町セレナーデ 滝田ゆう展」では安倍がトークを展開している。
映画監督の常盤司郎とはTVCMの制作会社に勤めていたころからの知り合いで、「飲みに行った際にはよく将棋を指していた」という。
飄々とした人柄である。

## 作品リスト

### 書籍
- 深夜食堂（2007年、『ビッグコミックオリジナル増刊』、『ビッグコミックオリジナル』連載、小学館、既刊29巻） 連載中
- 山本耳かき店（2010年[18]、小学館）
- ラビッツ カンカン（『MûMû』も収録）（2012年、学研パブリッシング）
- 酒の友 めしの友（2014年[19]、2019年（文庫版[4]）、実業之日本社）
- 四万十食堂（2014年、共著：左古文男、双葉社）
- 深夜食堂の料理帖（2015年、共著：飯島奈美、小学館）
- 生まれたときから下手くそ（『ビッグコミックオリジナル増刊号』[20]、全2巻） - 自伝的作品[20]
- なんちゃぁない話（2016年[2]、高知県四万十市のフリーペーパー「はたも〜ら」掲載、実業之日本社）
- 夜郎戯暦（2018年[21]、『週刊読書人』連載[21]、双葉社） - 単行本には未発表漫画「モ〜モ〜 はらみちゃん」も収録[21]
- スタミナ深夜食堂（2021年[22]、共著：左古文男、小学館）

### 読切
- 少年（『ビッグコミックスペリオール』2010年11号[23]） - 秘密基地をテーマとした、漫画家が読み切りを執筆するシリーズ「hi mi tsu ki chi 2nd season」の一作[23]。『短篇集 hi mi tsu ki chi ヒミツキチ』に収録[24]。
- 歌の文句じゃないけれど（『ビッグコミック』2013年15号[25]） - 『ビッグコミック』初掲載作品[25]。『ビッグコミック』創刊45周年記念読み切り集『天才たちの競演』第2巻に収録[26]。
- 猫まんま（『ねこだのみ』1号[27]）
- スナックメモリー（『ビッグコミック』2018年6号[28]） - 『ビッグコミック』創刊50周年記念読み切り[28]

## イラスト
- 東日本大震災被災者応援イラスト（『ビッグコミックオリジナル』公式サイト、2011年4月[29]） - 『ビッグコミックオリジナル』作家の一員として参加[29]
- 『ビッグコミック』創刊45周年&ゴルゴ13生誕45周年記念企画 私が描くデューク東郷（『ビッグコミック』2013年11月25日号、3頁）
- 『ワカコ酒』10周年記念トリビュートイラスト企画（『ゼノン編集部』2021年7月23日公開[30]）

## 活動
- 2010年1月26日、町山智浩が「ラジオデイズ」にて配信している対談「町山智浩の、漫画師に訊け!」の第2回に、安倍がゲスト出演[31]。
- 2015年2月21日、高知県立県民文化ホールなどで行われた「全国漫画家大会議 in まんが王国・土佐」にて、「大人のトークショー」のコーナーに安倍が出演[1]。
- 2019年3月2日、3日に高知県高知市文化プラザかるぽーとなどで開催されたイベント「第5回 全国漫画家大会議 in まんが王国・土佐」に、ゲスト漫画家のひとりとして出演[32]。
- 2021年8月4日から9月5日まで東京都現代美術館にて開催されるアートプロジェクト「漫画『もしも東京』展」に参加[33]。当初は2020年夏に開催予定であったが、新型コロナウイルス感染拡大防止の観点から延期となった[34]。出展した作品は2021年9月10日に小学館より発売された『もしも、東京』に収録されている[35]。

## 寄稿
- 『深夜食堂』テレビドラマ化記念 主演・小林薫との対談（『ビッグコミックオリジナル』20号[36]）
- 食事がテーマの特集のひとつとして『深夜食堂』が取り上げられ、安倍のインタビューも寄稿（『ぱふ』7月号[37]）
- 『愛…しりそめし頃に…』完結直前記念メッセージ（『ビッグコミックオリジナル』8号[38]）
- 『ゴルゴ13』45周年企画 私が描くデューク東郷（『ビッグコミック』2013年22号[39]） - イラスト[39]、「『ゴルゴ13』生誕45周年を祝う会」の壁面にも登場[40]
- うえやまとち×安倍夜郎×土山しげる「グルメ漫画家 3鉄人が描く『俺のひとり飯』」（幻冬舎plus 特集「『野武士のグルメ』を味わい尽くす」コンテンツ、2014年3月[41]）
- 100人の達人が語る、『おいしい理由』食堂100軒（『散歩の達人』2016年5月号[42]）
- 映画「最初の晩餐」描きおろしイラスト（2019年8月[16]）
- 荻窪、西荻窪特集（『散歩の達人』2019年11月号[3]） - 通っている店や漫画に登場する店舗を安倍が紹介[3]